# Further and Higher Education Act 1992
Les Further and Higher Education Acts 1992 sont deux actes du parlement britanniques qui ont apporté de profonds changements à l'organisation et au financement de l'enseignement supérieur au Royaume-Uni. Le plus important concerne les instituts polytechniques (polytechnics) qui obtiennent ainsi officiellement le statut d'université. Ces actes créent également des fonds pour financer l'éducation supérieure en Angleterre (Higher Education Funding Council for England et Further Education Funding Council for England). Les universités en Écosse et au Pays de Galles qui étaient auparavant financées par le Universities Funding Council ont fait l'objet d'autres actes qui ont créé des fonds de financement au sein de chaque nation constituante.